# 佩拉 (愛荷華州)
佩拉（英語：Pella）是一個位於美國愛荷華州馬里昂縣的城市。

## 地理
佩拉的座標為42°21′26″N 92°55′02″W / 42.35722°N 92.91722°W，而該地的平均海拔高度為270米（即886英尺）。

## 人口
根據2010年美國人口普查的數據，佩拉的面積為22.61平方千米，當中陸地面積為22.61平方千米，而水域面積為0.00平方千米。當地共有人口10352人，而人口密度為每平方千米457人。